# Pão de ló
O pão de ló (pré-AO 1990: pão-de-ló), também conhecido como bolo esponjoso, é um bolo (por vezes, pode ser considerado um doce) criado pelo cozinheiro genovês Giovan Battista Cabona que, na sua receita original, era elaborado com ovos, açúcar e farinha de trigo e sem fermento.
Em Portugal, existem versões modificadas da receita de pão de ló que se tornaram símbolos dessas regiões, como o de Alfeizerão, o de Ovar, Guimarães, o de Margaride (Felgueiras) e o de Arouca.
Ainda em Portugal, existe uma  versão não original da receita chamado "pão de ló à brasileira", totalmente diferente do original tradicional, principalmente por levar muito menos ovos.
O bolo mais parecido com o pão de ló da culinária da Inglaterra e outros países de idioma inglês, incluindo a culinária dos Estados Unidos, é o sponge cake.
Os primeiros portugueses que chegaram ao Japão no século XVI levaram consigo a receita do pão de ló conhecido por pão de Castela que se tornou num dos doces mais típicos do Japão, o Kasutera.

## História e Variedades

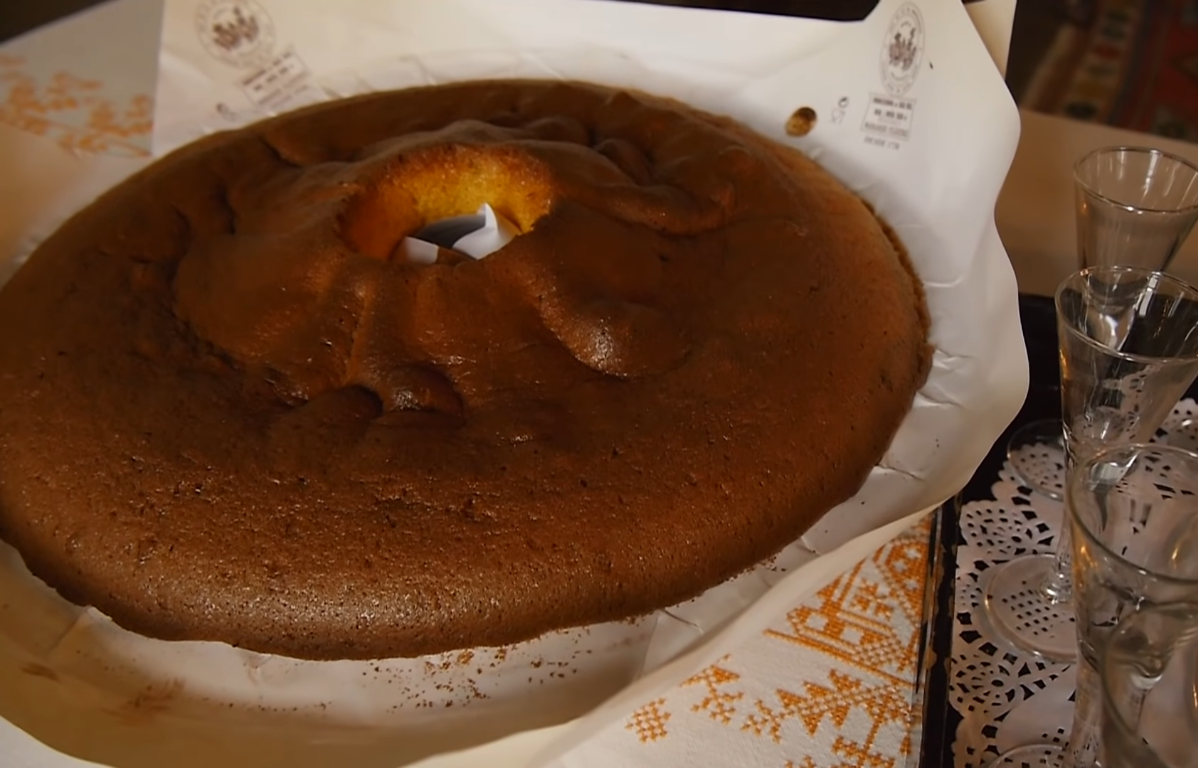
Pão de ló de Margaride

Estima-se que o pão de ló tenha sido criado na segunda metade de 1700, quando o cozinheiro genovês Giobatta Carbona, enviado a Espanha pelo marquês Domenico Pallavicino (nomeado embaixador em 1747 pelo rei da Espanha Fernando VI),  presenteou o rei espanhol ), por ocasião de um banquete, com um bolo extremamente leve que designou como Pan di Spagna em homenagem à corte espanhola da época.
A inovação dessa receita é justamente o modo de preparação da massa a frio e rica em ovos, com todos os ingredientes adicionados num recipiente e depois cozinhados em banho-maria. Com os anos, essa técnica de preparação foi abandonada.

## Pão de ló Tradicional
Este tende a ser a receita mais comum, simples e tradicional, sendo as medidas baseadas nos ovos, logo o peso dos ovos é o mesmo peso do açúcar e a farinha é metade do peso do ovos, seguido de uma pitada de sal, tão simples quanto isso, o pão de ló depois deve ser assado numa forma de barro de pão-de-ló forrada com papel no forno em casa ou melhor num forno de lenha.

## Pão de ló de Alfeizerão

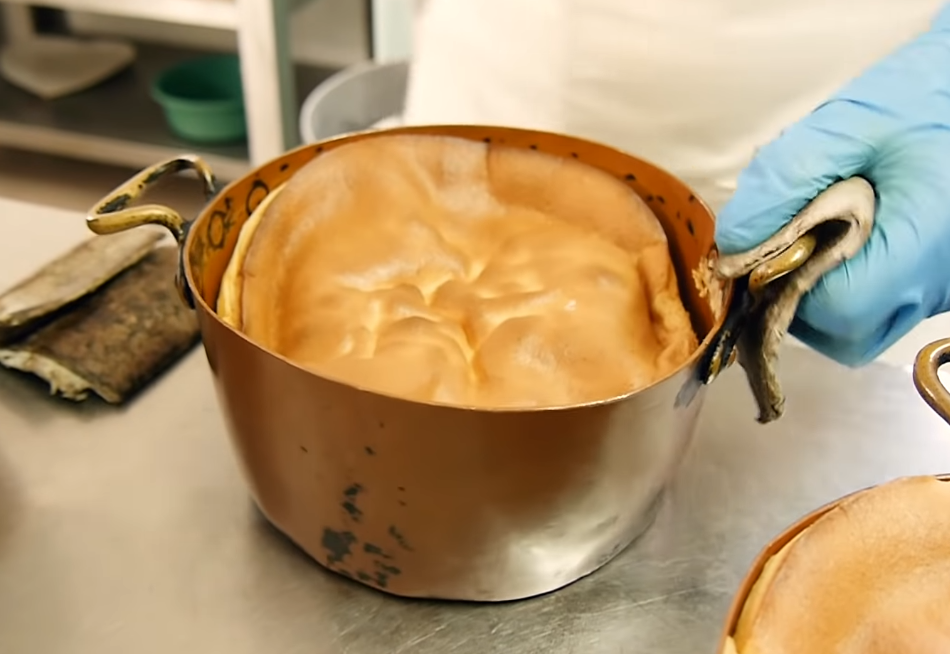
Pão de ló de Alfeizerão

Alfeizerão, freguesia do concelho de Alcobaça, distrito de Leiria (Portugal), é conhecida pelo seu famoso pão de ló, ex libris da terra, que o jornal Ecos do Alcoa designava, em 1932, por "pão de ló da tia Amália". Devido a uma deturpação na pronúncia, é conhecido também por "Pão-de-Ló de Alfazeirão".

## Pão de ló de Alpiarça
Esta é outra variação popular da pão de ló, produzida em Alpiarça na região do Ribatejo, este tende a ser um pão-de-ló mole e cremoso muito similar ao Pão-de-ló de Alfeizerão.

## Pão de ló de Ovar

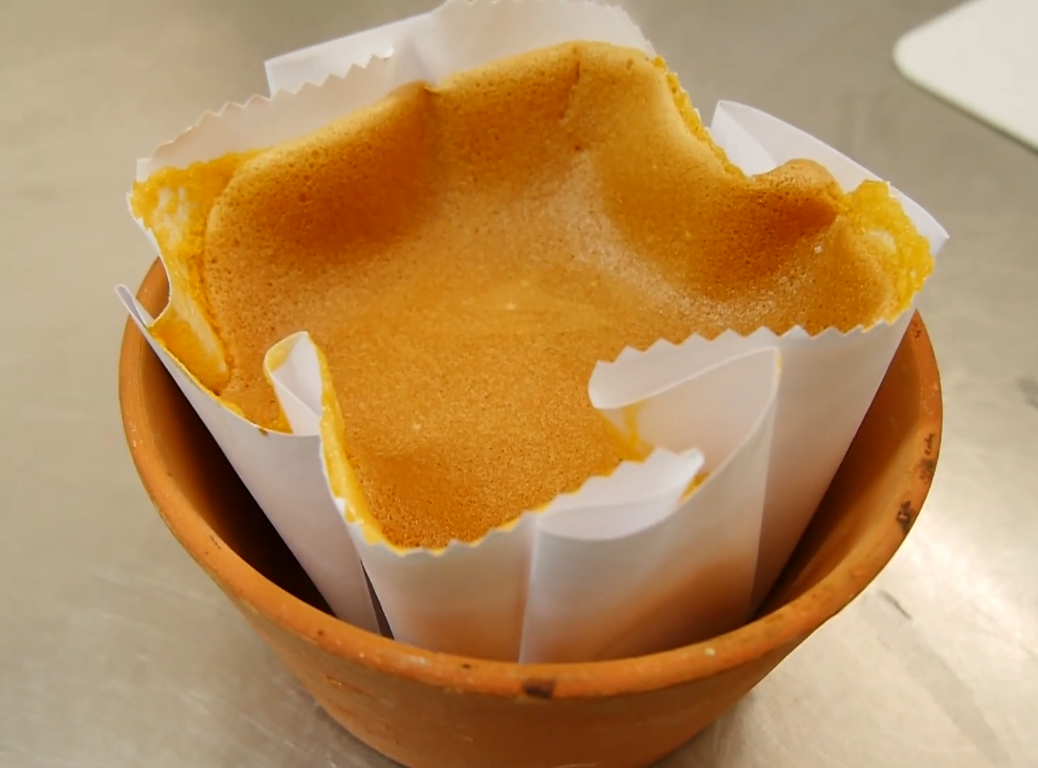
Pão de Ló de Ovar

O Pão de Ló de Ovar é um produto de pastelaria típico e tradicional da cidade de Ovar, sendo considerado o principal prato gastronómico desta localidade. Sendo amplamente reconhecido não só na Região de Aveiro, como a nível nacional e internacional, este doce garantiu a proteção internacional da sua denominação de origem, em 2016.

## Pão de ló de Arouca

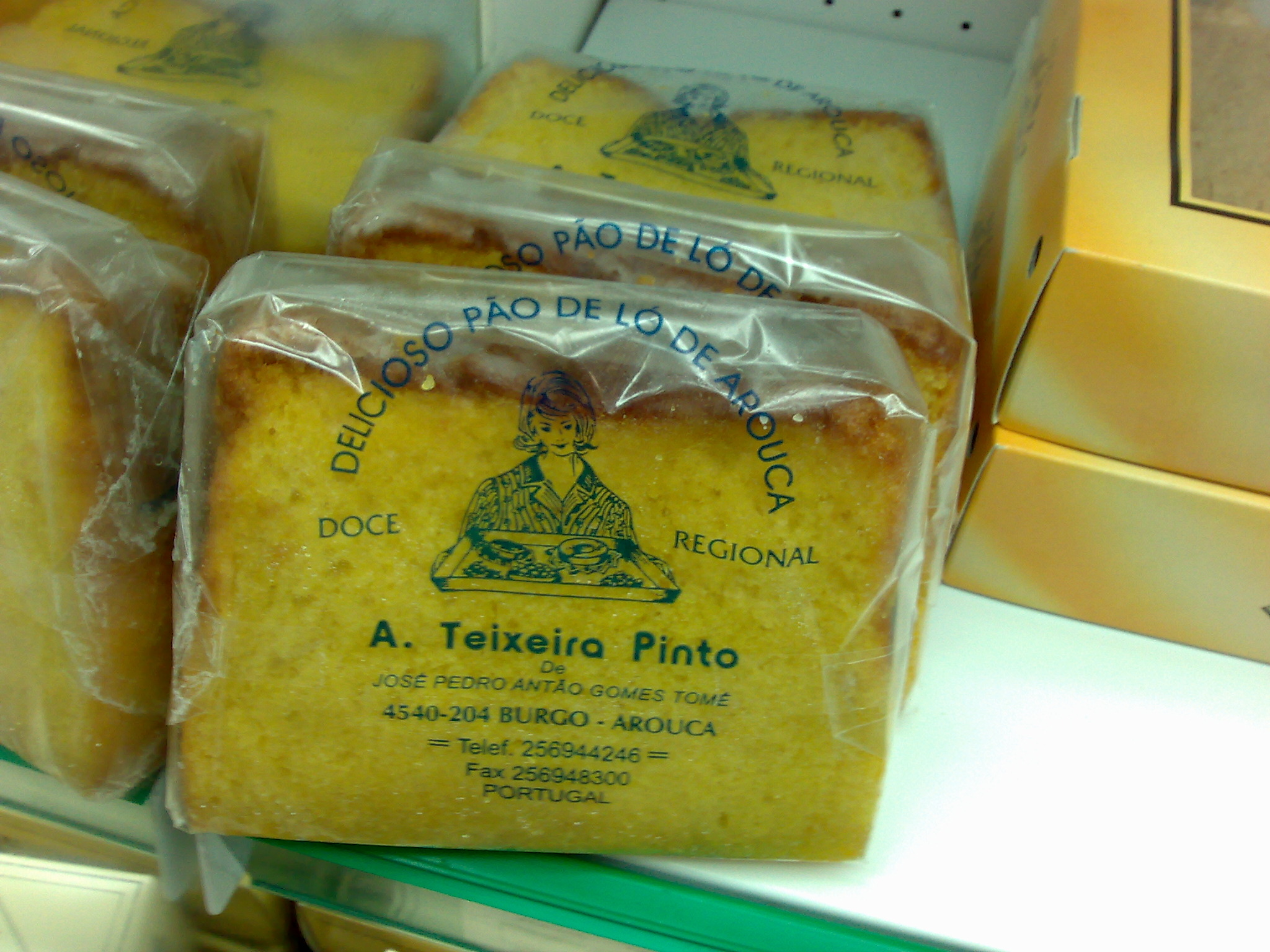
Fatias do pão de ló de Arouca

Em Arouca, mais concretamente na freguesia de Burgo, é preparado e vendido desde 1840 o chamado pão de ló de Arouca. Distingue-se dos outros pães de ló por ser preparado em formas retangulares. É comercializado sob a forma de fatias embaladas individualmente. Antes de serem embaladas, as fatias de pão de ló de Arouca são envolvidas numa calda quente de açúcar.